# Corey Walden
Torrian Corey Walden (ur. 5 sierpnia 1992 w Ormond Beach) – amerykański koszykarz, występujący na pozycji rzucającego obrońcy, aktualnie zawodnik Crvenej Zvezdy MTS.
2 lipca 2020 został zawodnikiem Crvenej Zvezdy MTS

## Osiągnięcia
Stan an 16 lutego 2021, na podstawie, o ile nie zaznaczono inaczej.
NCAA
- MVP turnieju konferencji Ohio Valley (2014)
- 2-krotny obrońca roku konferencji Ohio Valley (2014–2015)
- Zaliczony do I składu:
  - All-OVC (2015)
  - najlepszych:
    - nowo przybyłych zawodników OVC (2013)
    - pierwszorocznych zawodników A-Sun (2011)

  - turnieju OVC (2014)
- Lider:
  - NCAA w przechwytach (2015)[4]
  - konferencji Ohio Valley w:
    - przechwytach (2014, 2015)
    - skuteczności rzutów wolnych (2013)

Drużynowe
- Mistrz Belgii (2017)
- Wicemistrz Izraela (2018)
- Brąz ligi izraelskiej (2019)
- Zdobywca:
  - pucharu:
    - Serbii (2020, 2021)
    - Izraela (2018)
    - Belgii (2017)

  - Superpucharu Ligi Adriatyckiej (2019)

Indywidualne
- MVP ligi izraelskiej (2019)
- Zaliczony do I składu ligi izraelskiej (2019)
- Uczestnik meczu gwiazd ligi izraelskiej (2019)